# Čumaly Sayason
Čumaly Sayason, laosky: ຈູມມະລີ ໄຊຍະສອນ; anglicky přepisováno jako Choummaly Sayasone, (* 6. března 1936), je laoský politik, který byl v letech 2006–2016 prezidentem Laosu a zároveň generálním tajemníkem vládnoucí Laoské lidové revoluční strany (LLRS).
V obou nejvyšších funkcích nahradil svého předchůdce Khamtaye Siphandona. V letech 1991–2001 byl ministrem obrany, v dalším období 2001–2006 pak viceprezidentem Laosu.

## Vyznamenání
- Řád zlaté hvězdy – Vietnam